# Alessio Bonciani
Alessio Bonciani (Firenze, 22 novembre 1972) è un politico italiano.

## Biografia
Imprenditore. Già esponente di Forza Italia, è candidato consigliere alle elezioni provinciali di Firenze del 2004.
Viene eletto alla Camera dei deputati nel 2008 per il Popolo della Libertà. Successivamente è coordinatore cittadino del Popolo della Libertà a Firenze e fra i maggiori sostenitori della candidatura di Giovanni Galli a sindaco della città nel 2009.
Dal 2008 al 2013 è vicepresidente della Fondazione Italia USA.
Il 3 novembre 2011 abbandona il gruppo parlamentare del PdL per aderire a quello dell'Unione di Centro, interrompendo così l'appoggio al Governo Berlusconi IV e concorrendo alla mancanza della maggioranza parlamentare ala Camera dei Deputati.
Alle elezioni politiche del febbraio 2013 è ricandidato alla Camera dei deputati con la lista Unione di Centro, senza risultare eletto.